# Modisimus texanus
Modisimus texanus är en spindelart som beskrevs av Banks 1906. Modisimus texanus ingår i släktet Modisimus och familjen dallerspindlar. Inga underarter finns listade i Catalogue of Life.